# سربيل مدياتلي
سربيل ميدياتلي (بالألمانية: Serpil Midyatli) (مواليد 8 أغسطس 1975 في كيل)، سياسية ألمانية تنتمي للحزب الديمقراطي الاجتماعي الألماني (SPD). تشغل مقعد في برلمان ولاية شلسفيغ هولشتاين منذ 2019. ترأست الحزب في نفس الولاية منذ مارس 2019 وتشغل منصب نائبة رئيس الحزب منذ 6 ديسمبر 2019.

## روابط خارجية
- سربيل مدياتلي على موقع مونزينجر (الألمانية)